# Mademoiselle Connell
Pour les articles homonymes, voir Connell.
Marguerite-Marie-Louise Daton, dite Mademoiselle Connell, est une actrice française née en 1714 et morte le 21 mars 1750 à Paris.

## Biographie
Fille d'Hugues Daton, écuyer, elle débute à la Comédie-Française en 1734 dans Britannicus. 
Elle est reçue sociétaire de la Comédie-Française en août 1736. Elle se spécialise dans les rôles de confidentes et de secondes amoureuses.  
Retraitée en 1750.

## Sources
- Charles de Fieux de Mouhy, Abrégé de l'histoire du théâtre françois : depuis son origine jusqu'au premier juin de l'année 1780 ; précédé du Dictionnaire de toutes les pièces de théâtre jouées & imprimées, t. II, Paris, Chez l'Auteur, 1780, 523 p. (lire en ligne), p. 404
- Henry Lyonnet, Dictionnaire des comédiens français, ceux d'hier : biographie, bibliographie, iconographie, t. I, Genève, Bibliothèque de la Revue Universelle Internationale Illustrée, 1912, 650 p. (lire en ligne), p. 380